# 小鬼星云

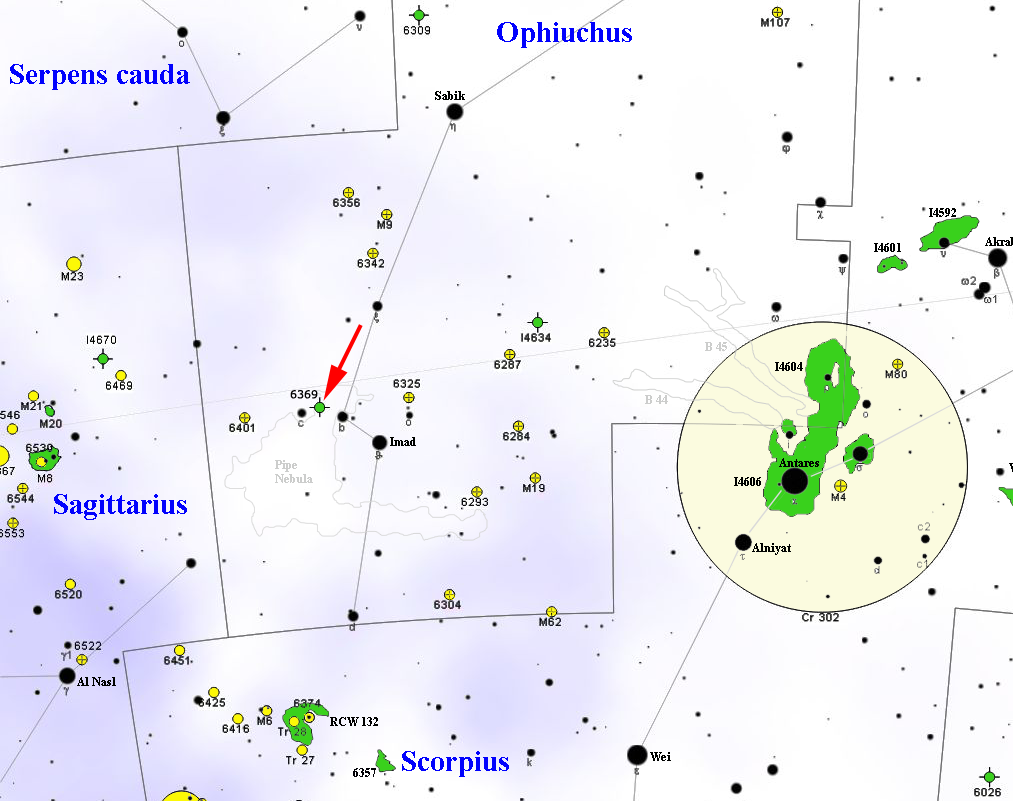
標示出NGC 6369位置的星圖（紅色箭頭）。

小鬼星雲是英國天文學家威廉·赫歇爾在蛇夫座發現的一個行星狀星雲 。
渾圓如行星的形狀使得星雲的亮度相對微弱，而且行星狀星雲與行星也沒有關係。它們是類太陽恆星在生命結束時被創造出來的，它是頻死恆星拋置太空的外殼，而恆星的核心裸露出成為白矮星。在星雲的中心附近可以看見轉換成的白矮星，其輻射出的強烈紫外線和能量使膨脹的星雲發光。星雲主環的直徑約為1光年，被電離的氧、氫和氮原子分別發射出藍色、綠色和紅色的光。
不要將小鬼星雲和鬼星雲（幽靈星雲，Sh2-136）或鬼頭星雲（NGC 2080）混淆在一起。

## 外部連結
- Little Ghost Nebula data sheet, altitude charts, sky map and related objects[] - Deep Sky Objects Browser
- Little Ghost Nebula amateur astrophotography[永久] - Deep Sky Objects Browser